# Bob Balaban
Robert 'Bob' Elmer Balaban (Chicago, 16 augustus 1945) is een Amerikaans acteur, regisseur, scenarioschrijver en filmproducent. Hij werd in 2002 samen met Robert Altman en David Levy genomineerd voor de Oscar voor beste film voor het bedenken en schrijven van de dramafilm Gosford Park. Meer dan tien andere prijzen werden hem daadwerkelijk toegekend, waaronder een BAFTA Award voor beste Britse film samen met Altman en Levy (voor Gosford Park) en zowel een Satellite- als een Screen Actors Guild Award samen met de gehele cast daarvan, voor zijn aandeel als vertolker van het personage Morris Weissman.

## Filmografie

### Films als acteur
*Exclusief 5+ televisiefilms
| - Asteroid City (2023) - The French Dispatch (2021) - Isle of Dogs (2018, stem) - Mascots (2016) - The Grand Budapest Hotel (2014) - The Monuments Men (2014) - Fading Gigolo (2013) - Muhammad Ali's Greatest Fight (2013) - Girl Most Likely (2012) - Moonrise Kingdom (2012) - Un monstre à Paris (2011, stem) - The Convincer (2011) - Howl (2010) - Rage (2009) - No Reservations (2007) - License to Wed (2007) - Dedication (2007) - For Your Consideration (2006) - Lady in the Water (2006) - Trust the Man (2005) - Capote (2005) - Scene Stealers (2004) - Marie and Bruce (2004) - A Mighty Wind (2003) - The Tuxedo (2002) - The Majestic (2001) - Gosford Park (2001) - Ghost World (2001) - Plan B (2001) - The Mexican (2001) - Best in Show (2000) - Three to Tango (1999) | - Natural Selection (1999) - Jakob the Liar (1999) - Cradle Will Rock (1999) - The Definite Maybe (1997) - Deconstructing Harry (1997) - Clockwatchers (1997) - Conversation with the Beast (1996) - Waiting for Guffman (1996) - Pie in the Sky (1996) - City Slickers II: The Legend of Curly's Gold (1994) - Greedy (1994) - For Love or Money (1993) - Amos & Andrew (1993) - Bob Roberts (1992) - Little Man Tate (1991) - Alice (1990) - Dead Bang (1989) - End of the Line (1987) - 2010 (1984) - Whose Life Is It Anyway? (1981) - Absence of Malice (1981) - Prince of the City (1981) - Altered States (1980) - Girlfriends (1978) - Close Encounters of the Third Kind (1977) - Report to the Commissioner (1975) - Bank Shot (1974) - Making It (1971) - Catch-22 (1970) - The Strawberry Statement (1970) - Me, Natalie (1969) - Midnight Cowboy (1969) |

### Televisieseries als acteur
*Exclusief eenmalige gastrollen
- Show Me a Hero – Judge Leonard B. Sand (4 afl., 2015)
- Girls – Dr. Rice (2 afl., 2013–2014)
- The Good Wife – Gordon Higgs (2 afl., 2011–2012)
- Web Therapy – Ted Mitchell (3 afl., 2008)
- Hopeless Pictures – stem Sam (3 afl., 2005)
- Friends - Frank Buffay Sr. (seizoen 5, afl. 13, 1999)
- Legend – Harry Parver (2 afl., 1995)
- Seinfeld – Russell Dalrymple (5 afl., 1992–1993)
- Miami Vice – Ira Stone (2 afl., 1985–1986)

### Films als regisseur
*Exclusief kortfilms
- Georgia O'Keeffe (televisiefilm, 2009)
- Bernard and Doris (2006)
- The Exonerated (televisiefilm, 2005)
- The First Amendment Project: No Joking (documentaire, 2004)
- SUBWAYStories: Tales from the Underground (televisiefilm, 1997, segment 'The 24')
- The Last Good Time (1994)
- My Boyfriend's Back (1993)
- Parents (1989)
- Invisible Thread (televisiefilm, 1987)
- The Brass Ring (televisiefilm, 1983)

### Televisieseries als regisseur
*Exclusief eenmalige afleveringen
- Alpha House (2 afl., 2013)
- Nurse Jackie (4 afl., 2011–2012)
- The Twilight Zone (2 afl., 2002–2003)
- Eerie, Indiana (3 afl., 1991)

### Films als schrijver
*Exclusief kortfilms
- The First Amendment Project: No Joking (documentaire, 2004)
- Gosford Park (2001) – bedenker
- The Last Good Time (1994) – scenario

### Films als producent
*Exclusief kortfilms
- Bernard and Doris (2006) – uitvoerend producent
- The Exonerated (televisiefilm, 2005) – uitvoerend producent
- Gosford Park (2001)
- The Definite Maybe (1997) – uitvoerend producent
- The Last Good Time (1994)

## Privé
Balaban trouwde in 1977 met scenarioschrijfster Lynn Grossman. Samen met haar kreeg hij datzelfde jaar dochter Mariah en in 1987 dochter Hazel.
- Bibsys: 3004069
- Biblioteca Nacional de España: XX1113425
- Bibliothèque nationale de France: cb140074951 (data)
- CiNii: DA13240743
- Gemeinsame Normdatei: 140662936
- International Standard Name Identifier: 0000 0001 1479 6714
- Library of Congress Control Number: n89609282
- MusicBrainz: f44bce08-02c6-491f-82df-b1a6dc8aed00
- Nationale Bibliotheek van Tsjechië: pna2006322512
- Nationale Bibliotheek van Israël: 987007441234605171
- Nederlandse Thesaurus van Auteursnamen: 304125423
- Réseau des bibliothèques de Suisse occidentale: 02-A009092666
- Istituto Centrale per il Catalogo Unico: TO0V389388
- SNAC: w6wq0gm0
- Système universitaire de documentation: 070695601
- Virtual International Authority File: 107667381
- WorldCat: E39PBJrWG9qDyF7vGyKT6C3fbd